# Ново-Никольское (село, Вяземский район)

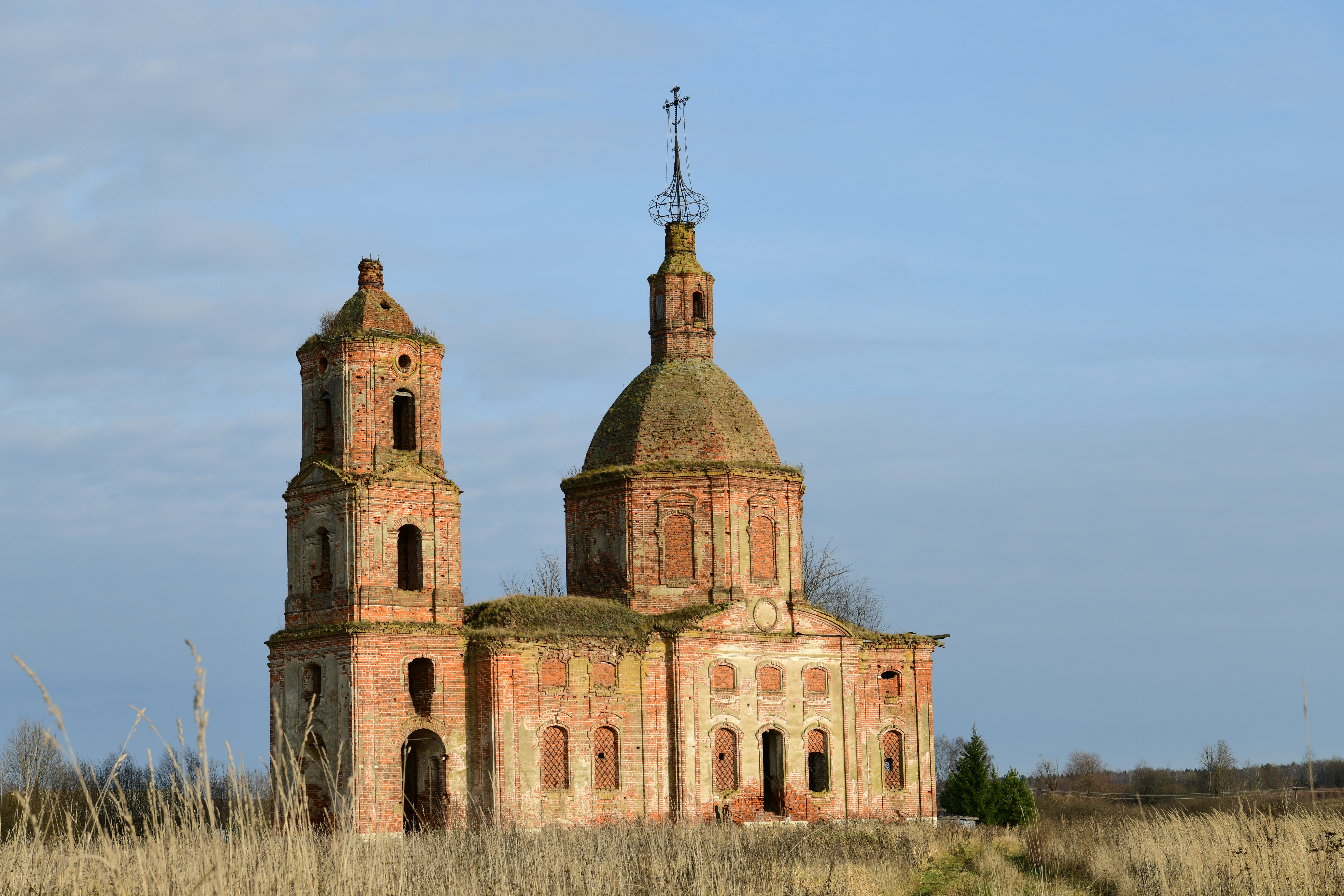
Руины церкви Трёх Святителей

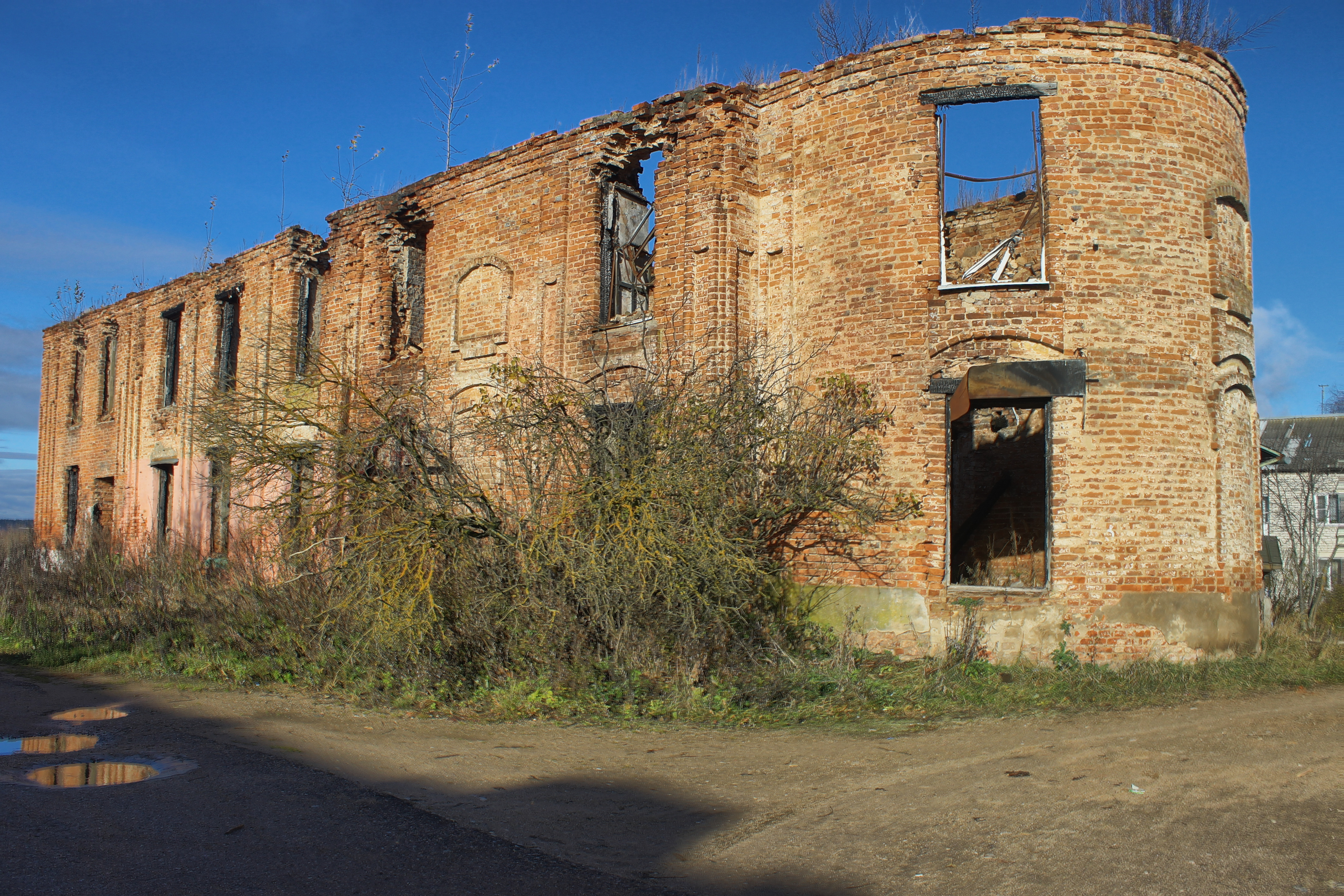
Руины церкви Николая Чудотворца

Ново-Никольское — село в Вяземском районе Смоленской области России. Входит в Степаниковское сельское поселение.

## География
Расположена в восточной части области в 8 км к востоку от районного центра, в 6 км южнее автодороги М1 «Беларусь» на берегу Бознянского болота.

## История
На деньги помещиков братьев Карабановых в конце 18 века были построены две церкви в стиле барокко. Тщанием Я.В. Карабанова  Церковь Николая Чудотворца. А церковь Трех Святителей возведена на деньги П.В. Карабанова в 1796  г. Обе церкви кирпичные. Церковь Трех Святителей — яркий образец барокко — отличается оригинальной пластикой фасада и увенчана ажурным крестом.
Село было оккупировано во время Великой Отечественной войны, перед освобождением в 1943 году сожжено отступавшими немцами.

## Население
| 2007 |
| ---- |
| 477  |

## Инфраструктура
В деревне расположен Ново-Никольский детский дом-интернат для умственно отсталых детей.